# 孔融

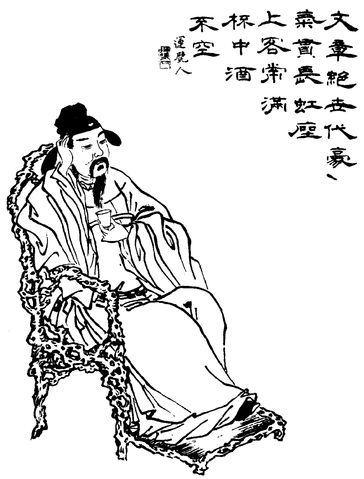
孔融

孔融（151年—208年9月26日），字文举，鲁国曲阜人，东汉末文學家，建安七子之一，孔子二十代孙，高祖父孔尚，鉅鹿太守。父孔宙，泰山都尉。由于曾任北海相，亦称孔北海，後因得罪曹操，遭指控犯下叛亂罪而被處死。

## 生平

### 小时了了
孔融十岁那年随父亲到达首都雒陽（即今洛阳市）。当时，士大夫李元禮也在京城，如果不是名士或他的亲友，守门的人一般是不通报的。孔融只有十岁，想看看李元禮是个什么样的人，就登门拜访。他对守门人说：“我是李元禮的亲友。”守门人通报后，李元禮接见了他。李元禮问他说：“请问你和我有什么关系呢？”孔融回答道：“从前我的祖先孔子和你家的祖先老子李耳有师资之尊（孔子曾向老子请教过关于周礼的问题），因此，我和你也是世交呀！”当时很多宾客都在场，对孔融的回答十分惊奇。后来太中大夫陈韪来到李元禮家，宾客把这件事情告诉他，他却不以为然地说：“小時候聰明，長大了可不一定好。”（小时了了，大未必佳。）孔融立即反驳道：“从您讲的话可以看出，想必您小时候一定是很聪明吧？”（想君小時，必當了了。）陈韪无话可说。李元禮大笑，说：“銳氣盡出，目無尊長，这么聪明的孩子将来肯定能成大器。”

### 收留張儉
東漢末期，發生「黨錮之禍」。在這次事件中，張儉被通緝。孔融的哥哥孔褒是張儉的好友，於是張儉便投奔孔褒。不巧孔褒不在家，應門的孔融當時只有十六歲，張儉因孔融年紀太小，沒有把實情告訴他。孔融見張儉神色慌張，於是便把張儉留下，曰：「就算哥哥不在家，我就不能收留你麼？」後來事情敗露，張儉逃走，孔融、孔褒卻被逮捕下獄。孔融說張儉是他留下的，他該負責；孔褒說：「彼來求我，非弟之過」，該由他來負責；孔母說她是家長，她該負責，鬧得「一門爭死」。後來時任君主的漢桓帝決定由孔褒負責，將孔褒處決，孔融因此事名聲大噪。

### 京中為官
孔融由此名震遠近，與平原陶丘洪、陳留邊讓，並以俊秀，為後進冠蓋。孔融持論經理不及邊讓等，而逸才宏博過之。
辟舉司徒楊賜府，彈劾貪污官僚。楊賜派孔融祝賀何進升為大將軍，不能通過，即時留下對自己的彈劾狀辭職。何進忌憚其名聲，闢舉為侍御史，與中丞趙捨不和，辭官。何進再闢舉為司空掾，北軍中侯。在職三日，升遷為虎賁中郎將。後董卓廢漢少帝，孔融與之對答，常有匡正之言。董卓懷恨在心，派孔融到黃巾軍最為猖獗的北海為北海相。時年三十八。

### 管理北海
孔融到北海後起兵講武，討伐黃巾軍張饒，戰敗，轉移保朱虛縣。後置城邑，立學校，表顯儒術薦舉賢良鄭玄、彭璆、邴原等；期間賜姓郡吏是儀。後被管亥所圍，遣太史慈求救於平原相劉備。劉備受寵若驚，立即發兵解圍。
孔融治理北海六年，雖有匡扶朝廷的想法，但未有突出的政績。董卓伏诛后，余党李傕、郭汜继续把持朝政，徐州刺史陶谦率前扬州刺史周乾、琅邪相阴德、东海相刘馗、彭城相汲廉、沛相袁忠、孔融、泰山太守应劭、汝南太守徐璆、前九江太守服虔、博士郑玄等共推行车骑将军朱儁为太师，发檄文号召地方讨伐李傕，尊奉献帝。但朱儁应李傕征召入朝，陶谦等只能作罢。
建安元年（196年），為袁譚攻擊，城被攻陷後逃往東山，妻兒為袁譚所虜獲；袁譚和孔融自春季打至夏季，打到孔融只剩數百名軍人，期間孔融依舊坐在書桌旁讀書，並和人有說有笑，好像甚麼事都沒發生一樣，直到袁譚攻陷城池當晚，孔融才逃到東山一帶。

### 杀身之祸
汉献帝遷都许昌后，孔融任将作大匠、迁少府，曾被封为太中大夫。为人恃才负气，時常頂撞曹操，如反對恢复肉刑、反對曹丕私納袁紹兒媳婦甄氏、嘲征乌桓、反對曹操禁酒。再加上他忠于汉室，上奏主张“宜准古王畿之制，千里寰内，不以封建诸侯”来增强汉室实权，此举更是严重激怒了曹操。因此，曹操使军谋祭酒路粹誣告孔融：“孔融昔在北海，见王室不宁，招合徒众，欲图不轨，言‘我大聖之後也，而灭於宋。有天下者，何必卯金刀？’融为九卿，不遵朝仪，秃巾微行。又与白衣祢衡言论放荡，衡与融更相赞扬。祢衡谓孔融曰：‘仲尼不死也。’孔融答曰：‘颜渊复生。’”，承旨，数致融罪。在建安十三年八月壬子日（公元208年9月26日），孔融被曹操以「招合徒众，欲图不轨」、「言論放蕩、自稱仲尼」、「不遵朝仪，唐突宫掖」等罪名杀之，其妻儿也被株连处死。

## 地位与影响
孔融与大学问家蔡邕交往密切，有詩文互通，有名於一時。
漢武帝獨尊儒術後使孔子家族成為名門世家、而孔融本人更是當代名滿天下的名士，天之驕子般的出身讓孔融心高氣傲，常說出不得體的話，亦因此觸怒曹操，尤其是他有较大的影响力却公然反对曹操的政治举措，最终招来杀身之祸，無怪乎物以類聚而與禰衡交好。由于曹操杀孔融所加的罪名极重，甚至直到西晋时陈寿著写《三国志》时，都沒有为孔融立传。
由于全家被杀和曹操所加的严重罪名，孔融的作品大部分流失，后世整理的《孔北海集》残缺不全。但是孔融的言论仍然对当时和后世产生了影响。孔融反对肉刑等的作品甚至到隋唐时期仍然被用作朝廷政策讨论的论据。
魏文帝曹丕〈典論論文〉為示範「君子審己以度人」的客觀文學批評態度，把孔融与王粲、陈琳、徐幹、阮瑀、应瑒、刘桢六位文学家相提并论，列为“建安七子”。然而因與孔融政治立場相對，曹丕的私人書信〈與吳質書〉評論建安七子獨不提及孔融。六朝文人，論文也多不涉及孔融。
文化大革命期间批林批孔运动中，孔融作为孔子的二十世孙，以及反对受毛泽东欣赏的曹操之典型，因而被“打倒”、“批判”，时隔一千七百多年又成为了政治敏感话题之一。直到文革结束后，中国大陆对于孔融的评价才恢复到对于其文学才能和政治品格的正面欣赏与评价上。

## 逸聞
- 孔融在曹操迎獻帝時曾寫〈六言詩〉稱讚曹操是「輔國無私」，與後來經常諷刺曹操形成強烈對比。[8]

## 家庭
- 七世祖 孔霸，汉元帝的老师，位至侍中
- 高祖父 孔尚，钜鹿太守
- 父亲 孔宙，泰山都尉
- 兄长，孔褒、孔谦
- 子女，据《后汉书·郑孔荀列传》，孔融有一子一女（兄九歲妹七歲）在孔融被捕后被曹操所杀[9]

而在《世说新语·言语第二》中则记载是两个儿子。孔融另有一女嫁给了羊衜，有子羊发，羊发的异母弟是羊祜。

## 部下
- 彭璆，孔融推薦彭璆为「方正」，任为財務官（计吏）。
- 王修，孔融推舉為孝廉，做過孔融主簿，屢屢救援被賊人所攻的孔融。
- 邴原，孔融推舉為「有道」，做為孔融計佐，因為黃巾賊亂而避難到遼東。
- 是儀，早年在孔融下任官，本姓「氏」，因為被孔融嘲笑「氏」字是「民」字無上，所以改姓「是」，後來因賊亂避難到江東。
- 太史慈，為孔融提拔，曾被派往向劉備請求救兵，後來跟隨劉繇。後投靠孫策。於赤壁之戰前病逝，死時四十一歲。
- 王子法、劉孔慈，孔融心腹，《九州春秋》評其為“凶辨小才”，愛好強辯、才華不高。
- 左承祖，孔融幕僚，建議孔融選擇歸順曹操或袁紹。但孔融認為曹袁等人皆為野心家，並非真心匡扶漢室，一怒之下殺了左承祖。
- 劉義遜，孔融幕僚，與左丞祖同為當時清雋之士，卻不受孔融重視，只是虛予頭銜，見融殺害左丞祖，逃亡離去。
- 孫邵，字长绪，孔融手下任功曹，後來跟隨劉繇，之後成為孫策、孫權的重要謀士，任吳國首任丞相。
- 鄭益，名儒郑玄之子。二十三歲時被孔融举为孝廉。孔融为黄巾賊所围，鄭益往救，遂死。

### 虛構人物
- 武安國，三國演義人物，孔融部下，曾向呂布挑戰，被呂布砍斷一條手臂后被救回，之後下落不明。
- 宗寶，三國演義人物，孔融部下武將，管亥攻擊北海時出戰，被管亥數回合斬殺。

## 相關人物
- 鄭玄，著名經學家，孔融從徐州請鄭玄回北海，尊他為鄭君。子鄭益為孔融戰死，晚年鄭玄將鄭學授與孫兒鄭小同。
- 盛憲，漢末官員，故吳郡太守，孔融好友。
- 禰衡，孔融向曹操提拔，但為曹操所不喜。
- 馬日磾，經學大師馬融後裔，被袁術奪取符節抑鬱而死，身故後被孔融咎責而未能加禮。

## 相关典故

### 孔融讓梨
根據一些後世流傳的文獻紀載，孔融在四歲時就懂得讓梨，這說法目前可見的最早出處，出自唐朝李賢註解《後漢書·孔融傳》時，自《融家傳》當中所引用的一段話。這故事亦為後世道德教材所引用，像是《三字经》中就有“融四岁，能让梨”，指孔融小时候曾把大个的梨让给哥哥吃的故事，教育小孩要懂得禮讓。

### 孔融戲曹
曹操為了保障軍糧的穩定，不許民眾釀酒，開始禁酒令；孔融說堯跟孔子都是愛喝酒的大聖人。漢高祖醉中斬蛇起義，漢景帝醉幸唐姬，才能有光武帝這支後代；舉出了各種歷史上喝酒而成就功業的事蹟。喝酒是件好事；甚至說夏桀寵愛末喜，商紂王寵愛妲己而亡國，乾脆禁止婚姻好了。最後罵曹操，明明是捨不得五穀，不要拿先王當藉口。
曹操討伐烏桓時，孔融嘲笑曹操師出無名，說：「大將軍遠征，整肅了海外，從前肅慎不願意進貢周天子楛矢，丁零盜了蘇武的牛羊，應該對肅慎、丁零都併案處理！」

### 歲月不居，時節如流
出自孔融寫給曹操的信《論盛孝章書》「歲月不居，時節如流」，形容時間過得很快。當時江東名士盛憲（字孝章）被孫策、孫權兄弟忌恨，孔融要曹操趕緊救出盛憲。曹操看了信，立刻徵召盛憲為都尉，但孫權搶先一步殺了盛憲。

### 以今度之，想當然耳
曹操滅袁紹，打下鄴城之後，曹丕搶奪了袁熙之妻甄宓為妻，孔融嘲笑曹家搶奪敵人家屬這種作為，寫信告訴曹操云：「武王伐紂，以妲己賜周公。」曹操沒聽說過這故事，覺得很驚訝，便問出於何典故，孔融遂應答：「以今度之，想當然耳。」（用現在的情況去想，我想大概就是這樣）以諷刺曹操。
衍生：後北宋文豪蘇軾曾於科考上〈刑賞忠厚之至論〉一文，寫下：「皋陶曰殺之三，堯曰宥之三」，當時考官皆不知其典故，歐陽脩問蘇軾出於何典。蘇軾回答在《三國志·孔融傳》中。歐陽脩翻查後仍找不到，蘇軾答：「曹操滅袁紹，以紹子袁熙妻甄宓賜子曹丕。孔融云：『即周武王伐紂以妲己賜周公』。操驚，問出於何典，融答：『以今度之，想當然耳』。」歐陽脩聽畢恍然大悟，原來只是「想當然耳」（我想大概就是這樣）。

### 覆巢之下無完卵
孔融經判處「不忠朝廷、不孝仲尼之罪」之後，曹操的使者來捉捕孔融，孔融問使者能不能不要株連兩個幼童，但是其中年幼的女儿说了一句名言：“岂见覆巢之下，复有完卵乎？”果然不久就又有人来捉捕他的儿子和女儿，最后孔融全家被斬。

## 著作
《孔北海集》

## 艺术形象

### 三国演义
形象与正史相似。为孔子家族二十世孙，最初任北海太守，十八路诸侯起兵讨董卓，孔融为第十路。後來，黄巾贼管亥率兵数万围北海，孔融与之战不利，幸得太史慈求救于平原相刘备。刘备亲自引兵三千来救，管亥退走。曹操攻陶谦，孔融与刘备等引兵援救。后召还为太中大夫，曹操征荆州时，孔融劝阻，被曹操叱退。孔融口出怨言，为郗虑宾客所听闻。郗虑素来与孔融不睦，于是将此事告诉曹操，孔融被下狱弃市，株連一家，族滅。好友脂习冒险为其收尸埋葬。

### 影视形象
- 1994年電視劇《三國演義》：郑榕
- 1994年電視劇《东方小故事》：杨斌妮
- 2002年電視劇《洛神》：李鸿杰
- 2004年電視劇《武圣关公》：李元彪
- 2008年電影《赤壁》：王庆祥
- 2014年電視劇《曹操》：古巨基
- 2018年電視劇《三国机密之潜龙在渊》：李燕生

### 漫畫形象
- 《蒼天航路》（王欣太）
- 《火鳳燎原》（陳某）

## 评价
- 李膺：“高明必为伟器。”（《后汉书·卷七十·郑孔荀列传第六十》）
- 陈登：“博闻强记，奇逸卓荦，吾敬孔文举。”（《三国志·卷二十二·魏书二十二·桓二陈徐卫卢传第二十二》）
- 祢衡：“大儿孔文举，小儿杨德祖，余子碌碌，莫足数也。”
- 曹操：“世人多采其虚名，少於核实，见融浮艳，好作变异，眩其诳诈，不复察其乱俗也。”
- 曹丕：“今之文人，鲁国孔融文举，广陵陈琳孔璋，山阳王粲仲宣，北海徐干伟长，陈留阮瑀元瑜，东平刘桢公干，斯七子者，于学无所遗，于辞无所假，咸以自骋骥騄于千里，仰齐足而并驰。以此相服，亦良难矣。”
- 司马彪：“融在北海，自以智能优赡，溢才命世，当时豪俊皆不能及。亦自许大志，且欲举军曜甲，与群贤要功，自於海岱结殖根本，不肯碌碌如平居郡守，事方伯、赴期会而已。然其所任用，好奇取异，皆轻剽之才。至于稽古之士，谬为恭敬，礼之虽备，不与论国事也。高密郑玄，称之郑公，执子孙礼。及高谈教令，盈溢官曹，辞气温雅，可玩而诵。论事考实，难可悉行。但能张磔网罗，其自理甚疏。租赋少稽，一朝杀五部督邮。奸民污吏，猾乱朝市，亦不能治。”（《三国志·魏书十二》引自《九州春秋》）
- 张璠：“融在郡八年，仅以身免。帝初都许，融以为宜略依旧制，定王畿，正司隶所部为千里之封，乃引公卿上书言其义。是时天下草创，曹、袁之权未分，融所建明，不识时务。又天性气爽，颇推平生之意，狎侮太祖。”
- 葛洪：“孔融、边让文学邈俗，而并不达治务，所在败绩。”
- 范晔昔谏大夫郑是有言：“山有猛兽者，藜藿为之不采。是以孔父正色，不容弑虐之谋；平仲立朝，有纾盗齐之望。若夫文举之高志直情，其足以动义概而忤雄心。故使移鼎之迹，事隔于人存；代终之规，启机于身后也。夫严气正性，覆折而已。岂有员园委屈，可以每其生哉！懔懔焉，皓皓焉，其与琨玉秋霜比质可也。”“北海天逸，音情顿挫。越俗易惊，孤音少和。直辔安归，高谋谁佐？”（《后汉书·卷七十·郑孔荀列传第六十》）
- 刘勰：“孔融守北海，文教丽而罕于理。”（《文心雕龙》评论孔融和王粲的得与失）
- 房玄龄：“逮乎当涂基命，文宗蔚起，三祖叶其高韵，七子分其丽则，《翰林》总其菁华，《典论》详其藻绚，彬蔚之美，竞爽当年。独彼陈王，思风遒举，备乎典奥，悬诸日月。”
- 司马光：“岁其高气，志在靖难，而才疏意广，高谈清教，盈溢官曹，辞气清雅，可玩可诵，论事考实，难要悉行。但能张桀网罗，而目理甚疏；造次能得人心，久久亦不愿附也。其所任用，好奇取异，多剽轻小才。”（《资治通鉴元年》）
- 苏轼：“文举以英伟冠世之资，师表海内，意所予夺，天下从之，此人中龙也。”“晋有羯奴，盗贼之靡。欺孤如操，又羯所耻。我书《春秋》，与齐豹齿。文举在天，虽亡不死。我宗若人，尚友千祀。视公如龙，视操如鬼。”（《苏东坡全集·卷九十四》）“汉景帝以鞅鞅而杀周亚夫，曹操以名重而杀孔融，晋文帝以卧龙而杀嵇康，晋景帝亦以名重而杀夏侯玄，宋明帝以族大而杀王彧，齐后主以谣言而杀斛律光，唐太宗以谶而杀李君羡，武后以谣言而杀裴炎，世皆以为非也。”（《东坡志林·卷五》）
- 陈普：“一身撑拄汉乾坤，无那危时喜放言。不受祢衡轻薄误，未容曹操驾金根。”（《诗·陈普诗选》）
- 徐钧：“客满尊中酒不空，眼高四海眇奸雄。才疏意广终无就，已兆清虚西晋风。”（《诗·徐钧诗选》）
- 杨维桢：“孔北海，辟一隅。座客日高谈，论未闻，谈庙谟。弥生本独士，罪书空累予。在生承祖亦清俊，献策未为疏。言不听，何取诛？孔北海，儒亦迂。郑玄何取尊乡闾，妻孥已属青州牧，流矢几前犹读书。”（《铁崖乐府》）
- 罗贯中：“孔融居北海，豪气贯长虹：坐上客长满，樽中酒不空；文章惊世俗，谈笑侮王公。史笔褒忠直，存官纪太中。”
- 张溥：“汉末名人，文有孔融，武有吕布，孟德实兼其长。”
- 李贽：“北海大志直节，东汉名流，而与『建安七子』并称；骆宾王劲辞忠愤，唐之义士，而与“垂拱四杰”为列。以文章之末技而掩其立身之大闲，可惜也！”

## 延伸阅读
[在维基数据编辑]
 在维基文库阅读此作者作品（ 在维基共享资源阅览影像）
 《後漢書·卷70》，出自范晔《後漢書》
 《東觀漢記》